# Beaussac
Beaussac korábbi község Franciaországban, Dordogne megyében. Lakosainak száma 155 fő (2018. január 1.).
2019. január 1-jén nyolc másik korábbi községgel egyesült és az így létrejött Mareuil en Périgord új község része lett.

## Népesség
A település népességének változása:
| Lakosok száma | 254  | 224  | 203  | 212  | 187  | 184  | 179  | 170  | 160  | 155  |
|               | 1968 | 1975 | 1982 | 1990 | 1999 | 2011 | 2013 | 2015 | 2017 | 2018 |